# Дигитална физика
Дигитална физика (такође позната као дигитална онтологија или дигитална филозофија), У физици и космологији, је скуп теоријских перспектива заснованих на премиси да је универзум, у срцу, описиви информацијама, и због тога је рачунљив. Дакле, према овој теорији, свемир може бити замишљен као детерминистички излаз или вероватноћа рачунарског програма, огроман, уређај дигиталног рачунања, или математичка изоморфизам таквог уређаја.
Дигитална физика је утемељена у једној или више од следећих хипотеза; наведених по редоследу растуће снаге.
Физички свет је:
- у суштини информативни
- у суштини израчунљив
- може се описати дигитално
- у суштини је дигитални
- сам по себи рачунар
- излаз вежбе симулиране реалности

## Историја
Сваки рачунар мора бити у складу са принципима теорије информација, статистичке термодинамике, и квантне механике. Основну веза између ових области је предложио Едвин Џејнс у два семинарска рада 1957. Штавише, Џејнс је разрађивао тумачење теорије вероватноће, као генерализовану аристотеловсу логику, поглед веома погодан за повезивање основне физике са дигиталним рачунарима, јер су дизајнирани тако да спроводе операције класичне логике и еквивалентно, на Буловој алгебри.
Хипотеза да је универзум дигитални рачунар је прво представљен од стране Конрад Цузеа у својој књизи Rechnender Raum (преведено на енглески језик као Израчунавање свемира). Термин дигитална физика је први пут уведен од стране Едварда Фредкина, који је касније додао да преферирају израз дигиталне филозофије. Остали који су моделирали универзум као џиновски компјутер укључују Стивена Волфрама, Јиргена Шмидхубера, и добитник Нобелове награде Жерар т Хофт. Ови аутори сматрају да очигледна вероватноћа природе квантне физике није нужно неспојива са идејом компутабилности. Квантне верзије дигиталне физике су недавно предложили Сет Лојд, Дејвид Дојч, и Паола Зизи. 
Повезане идеје укључују Карл Фридриха фон Вејзаскерову бинарну теорију УР-алтернатива, панкомпутионализам, рачунарске теорије универзума, Џон Вилер је "It from bit", и крајњи ансамбл Макса Тегмарка.

### Преглед
Дигитални физика указује на то да постоји, барем у принципу, програм за универзални рачунар који израчунава еволуцију универзума. Рачунар може бити, на пример, велики ћелијски аутомат (Цузе 1967), или универзална Тјурингова машина, као што је сугерисано од стране Шмидхубера (1997), који је истакао да постоји веома кратак програм који може да израчуна све могуће рачунарске универзуме на асимптотски оптималан начин.
Неки покушавају да идентификују једну физичку честицу са једноставним битовима. На пример, ако једна честица, као што је електрон, прелази из једног квантног стања у друго, може бити исто као када се мало мења из једне вредности (0, рецимо) до друге (1). Један бит је довољан да опише један квантни прекидач дате честице. Као што се види да се свемир састоји од елементарних честица чије понашање може бити у потпуности описано квантним прекидачима који су подвргнути, то подразумева да се свемир као целина може описати битовима. Свака држава је информација, а свака промена стања је промена информације (захтева манипулацију једног или више битова). Ако занемаримо тамну материју и тамну енергију, које се слабо разумеју у овом тренутку, познати универзум се састоји од око 1080 протона и истог броја електрона. Дакле, свемир би могао да се симулира као рачунар способан за складиштење и манипулацију око 1090 битова. Ако је таква симулација заиста, онда би хиперрачунање било немогуће.
Петља квантне гравитације може да пружи подршку дигиталној физици, у смислу да претпоставља да је простор-време квантизирано. Паола Зизи је формулисао реализацију овог концепта у оно што се зове "рачунарска петља квантне гравитације", или CLQG. Друге теорије које комбинују аспекте дигиталне физике са петљом квантне гравитације су оние од Марзуоли и Расети и Гирели и Ливин.

### Вејзаскерове ur-алтернативе
Физичар Карл Фридрих фон Вејзаскерова теорија ur-алтернативе (архетипски објекати), прво објављене у својој књизи јединства природе (1980), даље  се развијале кроз 1990-е,  су нека врста дигиталне физике као што се аксиомски гради квантна физика из разлике између емпиријски видљивих, бинарних алтернатива. Вејзаскер користи своју теорију да изведе 3-димензионалност простора и да процени ентропију протона који пада у црну рупу..

### Панкомпјутеризам или рачунарска теорија универзума
Панкомпјутеризам (такође познат као пан-компјутеризам, природњак компјутеризма) је предстабљен тако да је универзум огромна компјутерска машина, односно мрежа рачунарских процеса који, након темељних физичких закона израчунава (динамичко развија) своје следеће стање из тренутног.
Компјутерски универзум је предложио Јирген Шмидхубер у раду на основу Конрад Зусеове претпоставке (1967) да је историја универзума је рачунању. Он је истакао да ће најједноставније објашњење универзума бити веома једноставна Тјурингова машина програмирана да систематски изврши све могуће компјутерске програме све могуће историје за све врсте физичких закона. Он је такође истакао да је оптимално ефикасан начин израчунавања свих универзума на основу Леонид Левиновог универзалног алгоритма за претрагу (1973). У 2000. години, он је проширио овај посао комбинујући Реј Соломонову теорију индуктивног закључка са претпоставком да су брзи компјутерски универзуми чешћи од других. Овај рад на дигиталној физици је и довео до ограничења генерализације о алгоритмичкој информацији или Колмогоровој сложености концепта Супер Омега, који су гранични компјутерски бројеви који су још случајнији (у извесном смислу), него бројеви Грегора Чејтана мудре Омеге.

### Вилеров "то од мало"
Након Џејнса и Вејзаскера, физичар Џон Арчибалд Вилер је написао следеће:

... није неразумно замислити да информације седе у сржи физике, баш као што седе у срцу рачунара. (Џон Арчибалд Вилер)

То од мало. Другачије речено, свако 'то'-свака честица, свако поље силе, чак и простор време континуум добија своју функцију, свој смисао, и њен опстанак у потпуности, чак и ако у неким контекстима индиректно из апарата изазивају одговоре на да или без питања, бинарни избор, бита. "То од мало симболизује идеју да сваког предмета у физичком свету има на доњем веома дубоком дну, у већини случајева нематеријалном извору и објашњење; оно што ми зовемо стварност настаје у последњој анализи из позирања да-не питања и евидентирања одговора опреме изазване; укратко, да су све физичке ствари информације теоријског порекла и да је партиципативни универзум.
Дејвид Челмер са Националног универзитета Аустралије сажео је Вилерове ставове на следећи начин:
Вилер (1990) је предложио да су информације од суштинског значаја за физику универзума. Према овом "то од мало доктрине, закони физике могу да се баце у смислу информисања, постулирајући различита стања која доводе до различитих ефеката што говори оно што су те државе. То је само њихова позиција у информационом простору. Ако је тако, онда је информација природни кандидат која игра улогу у фундаменталној теорији свести. То је довело до концепције света за који су информације заиста фундаменталне, а на којем имају два основна аспекта, одговарање физичким и феноменским обележјима света.
Крис Ланган се такође ослања на Вилерове ставове у његовој епистемолошкој метатеорији:

Будућност реалне теорије према Џон Вилеру:
Године 1979, прослављени физичар Џон Вилер, пошто је сковао фразу "црне рупе", ставио је на доброј филозофској употреби у звању истраживачког рада, између црне рупе, у којој описује универзум као коло. Рад обухвата илустрацију у којој једна страна велико У, наводно стоји за универзум, обдарена је и велика и изузетно интелигентног изгледа око напетог у вези са друге стране, који се наводно стиче кроз посматрање као сензорне информације. Помоћу пласмана, око се залаже за чулни или когнитивни аспект стварности, можда чак и људски посматрач у свемиру, док је перцептивни циљ ока да представља информациони аспект реалности. На основу ових комплементарних аспеката, чини се да се универзум може у извесном смислу, али не нужно дати у општој употреби, и може описати као "свесни" и "интроспективни" ... можда чак и "инфоцогнитивни".
Прва формална презентација идеје да би информације могле бити основна количина у средишту физике изгледа да је потекла због Фредерика В. Кантора (физичар са Универзитета Колумбија). Канторова књига Information Mechanics (Џон Вили и синови, 1977) је развила ову идеју детаљно, али без математичке строгоће.

Најтежи орах у истраживачком програму Вилера је дигитални распад физичког бића у јединственој физици, Вилер сам каже, да је то време. У 1986. хвалоспев за математичара, Хермана Вајла, који је изјавио: "Време, међу свим концептима у свету физике, ставља највећи отпор да буде свргнуто од идеалног континуума у свету дискрета, информација, бита. ... Од свих препрека на темељном продорном рачуну постојања, нико не разбоја више него  'време'. Објасните време? Не, без објашњавања постојања. Објасните постојање? Не, без објашњавања времена. Да се открије дубоко скривена веза између времена и постојања ... то је задатак за будућност." Аустралијски феноменологист, Мајкл Елдред, коментарише:
Антоним континуума, време, у вези са питањем које ... је рекао Вилер да буде разлог за негодовање што доводи у питање будућу квантну физику, отпуштено је јер је од воље за моћи над тим реалност, да се "остваре четири победе "(исто.) ... и тако смо се вратили на изазов да је "разумевање кванта и на основу крајње једноставно и кад је то потпуно очигледна идеја"(исто.) из којих је континуум времена могао бити изведен. Само на тај начин би могло математички да се израчуна власт над динамиком, односно покрет у времену, бића у целини.

### Дигитална против информационе физике
Није сваки информативни приступ физици (или онтологија) нужно дигитални. Према Лучијану Флориди, "информациони структурални реализам" је варијанта структурног реализма који подржава онтолошку посвећеност свету који се састоји од тоталитета информационих објеката динамичке интеракције једних са другима. Такви информациони објекти се требају схватити као ограничавање.
Дигитални онтологија и панкомпјутизам су независне позиције. Посебно, Џон Вилер је заговарао претходно, али је ћутао о другом; види цитат у претходном одељку.
С друге стране, панкомпјутисти као Лојд (2006), који моделују универзум као квантни компјутер, и даље могу да одрже аналогну или хибридну онтологију; и информациони онтологисти попут Кенета Сајра и Флоридија не прихватају ни дигиталну онтологију нити позицију панкомпјутизма.

## Рачунарски темељи

### Тјурингова машина
Теоријско рачунарство је основано на Тјуринговој машини, имагинарна рачунарска машина коју је први описао Алан Тјуринг 1936. Док је механички једноставна, Черч-Тјурингова теза подразумева да Тјурингова машина може да реши било који "разумни" проблем. (У теоријском рачунарству, проблем се сматра "решивим" ако се може решити у принципу, односно у коначном времену, што није нужно коначно време које је било које вредности за људе.) Тјурингова машина стога поставља практичне "горње границе " за рачунарске снаге, осим могућностима према хипотетичким хиперрачунањем.
Волфрамов принцип рачунарске еквиваленције снажно мотивише дигитални приступ. Овај принцип, ако је тачно, значи да се све може израчунати са једном суштински једноставном машином, реализацијом ћелијске аутомате. Ово је један од начина испуњења традиционалног циља физике: проналажење једноставних закона и механизама за све од природе.
Дигитална физика је оповргнута, пошто мање моћна класа рачунара не може да симулира снажнију класу. Дакле, ако је наш универзум гигантска симулација, та симулација се ради на рачунару најмање толико моћном као Тјурингова машина. Ако људи успеју у изградњи суперкомпјутера, онда Тјурингова машина не може имати снагу која је потребна да симулира универзум.

### Черч-Тјурингова теза
Класична Черч-Тјурингова теза тврди да сваки рачунар моћан као Тјурингова машина може, у принципу, израчунати све што човек може да израчуна, уз довољно времена. Тјуринг је штавише показао да постоје универзалне Тјурингове машине које могу да израчунају било шта што која год друга Тјурингова машина може да израчуна и то су генерализоване Тјурингове машине. Али границе практичног рачунања су постављени од стране физике, а не теоријске компјутерске науке:
"Тјуринг није показао да његове машине могу да реше сваки проблем који се може решити 'упутствима, изричито наведеним правилима, или процедурама", нити је доказао да универзална Тјурингова машина "може израчунати било коју функцију коју било који компјутер, са било којом архитектуром, може израчунати ". Он је доказао да његова универзална машина може израчунати било коју функцију коју било која Тјурингова машина може израчунати, и додао је напредне филозофске аргументе у прилог, тезе овде зове Тјурингова теза.  Али теза о обиму ефикасних метода - што ће рећи, у вези са обимом процедура одређене врсте да било које људско биће без помоћи машине је у стању да изврше импликације у вези са обимом процедура које су машине у стању да изврше, чак и машине које су деловале у складу са 'експлицитно наведеним правилима. " Између репертоара машина су атомске операције које могу бити оне које не могу без помоћи људског бића коју машина може обављати."
С друге стране, модификација Тјурингових претпоставки нису практична рачунања Тјурингових граница; као што Дејвид Дојч каже:
"Ја сада могу рећи физичку верзију Черч-Тјуринговог принципа: " Сваки коначно остварив физички систем може бити савршено симулиран универзални модел рачунарске машине која ради по коначним средствима 'Ова формулација је и боље дефинисана и физички од Тјуринговог начина његовог изражавања." 
Ово једињење претпоставке се понекад назива "јака Черч-Тјурингова теза" или Черч-Тјуринг-Дојчов принцип. То је јаче зато што је људска или Тјурингова машина са оловком и папиром (под Тјуринговим условима) је коначно остварив физички систем.

## Експериментална потврда
До сада не постоји експериментална потврда за бинарну и природу квантизираног универзума, који су основни за дигиталну физику. Неколико покушаја у том правцу ће укључивати експеримент са холометром који је дизајнирао Крејг Хоган, која, ће између осталог детектовати структуру простор време. Експеримент је почео са прикупљањем података у августу 2014. године и још увек траје.
Идеју о другом експерименту је предложио Мариус Становски у чланку: Де Брољеви таласи и сложености дефениције (2014). Експеримент је  био дизајниран да потврди следећу хипотезу: "Електромагнетни таласи у облику бинарних сигнала одговарајуће сложености, учесталост и други параметри су у стању да стварају видљиве, материјалне објекте", што би било да изда бинарне сигнале варијабилне сложености, учесталости (и других параметара) и подвргне их посматрањима за материјалне објекте.

## Критика

### Физичке симетрије су континуарне
Један приговор је да тренутни модели дигиталне физике су неспојиви са постојањем неколико континуираних ликова физичких симетрија, на пример, ротационе симетрије, транслационе симетрије, Лоренцове симетрије, и електрослабе симетрије, све централне у тренутној физичкој теорији.
Заговорници дигиталне физике тврде да су такве континуиране симетрије само погодне (и врло добре) приближне о дискретној стварности. На пример, образложење је довело до система природних јединица и закључка да је Планкова дужина минимума смислена као јединица растојања која указује на то да на неком нивоу простору је сама по себи квантизирана.
Штавише, компјутери могу манипулисати и решити формуле које описују реалне бројеве користећи симболичко рачунање, избегавајући потребу за приближавањем реалних бројева помоћу бесконачног броја цифара.
Један број-конкретно реални број, један са бесконачним бројем цифара-је дефинисан од стране Тјуринга да буде рачунљив ако ће Тјурингова машина наставити да избацује цифре бескрајно. Другим речима, не постоји "последња цифра". Али ово је непријатно са било којим предлогом да се излаз универзума од виртуелне вежбе која се изводи у реалном времену (или било које уверљиве врсте времена). Познати физички закони (укључујући квантну механику и његовог континуираног спектра) су веома подржани са реалним бројевима и математиком континуума.
"Дакле, обични рачунарски описи немају кардиналност стања и стања трајекторија простора који је довољан за њих да се мапирају на карти обичних математичких описа природних система. Дакле, са становишта строгог математичког описа, теза да је све у рачунарство систем у овом другом смислу не може бити подржано".
Са своје стране, Дејвид Дојч генерално узима "мултиверзум" поглед на питање континуираног против дискретног. Укратко, он сматра да су  "у сваком универзуму све уочљиве количине дискретне, али мултиверзум као целина је континуум. Када једначине квантне теорије описују континуирано, али не директно уочљив прелаз између две вредности дискретне количине, оно што нам они говоре да је транзиција не одвија се у потпуности у року од једног универзума. Дакле, можда је цена непрекидног кретања  бесконачност узастопних радњи, али бесконачност истовремених акција које се одвијају широм мултикосмоса. "Јануара, 2001. дискретно и континуирано, од чега се скраћена верзија појавила у прилогу Тајмсове Високе Едукације.

### Локалитет
Неки тврде да су постојали модели дигиталне физике који крше различите постулате квантне физике (као у ). На пример, ако ови модели нису утемељени у Хилбертовим просторима и вероватноћи, они припадају класи теорије са локалним скривеним променљивама које неки сматрају да владају експериментално користећи Белову теорему. Ова критика има два могућа одговора. Прво, сваки појам локалитета у дигиталном моделу не мора да одговара локалитету формулисаном на уобичајен начин у хитном времену и простору. Конкретан пример овог случаја је недавно дао Ли Смолин. Друга могућност је позната рупа у Беловој теореми позната као супердетерминизам (понекад се називају предетерминизам). У потпуности детерминистички модел, одлука експеримента за мерење појединих компоненти за спинове. Дакле, претпоставка да је експеримент, могли су да одлуче да ли ће да измере различите компоненте спинова.